# Comuna Mîtkiv, Haisîn
Mîtkiv (în ucraineană Митків) este o comună în raionul Haisîn, regiunea Vinnița, Ucraina, formată din satele Stepove, Tîșkivska Sloboda, Tîșkivka și Mîtkiv (reședința).

## Demografie
Componența lingvistică a satului Mîtkiv
     Ucraineană (98,67%)
     Rusă (1,05%)
     Alte limbi (0,2%)
Conform recensământului din 2001, majoritatea populației satului Mîtkiv era vorbitoare de ucraineană (98,67%), existând în minoritate și vorbitori de rusă (1,05%).